# Dane (Wisconsin)
Dane ist eine Gemeinde (mit dem Status „Village“) im Dane County im US-amerikanischen Bundesstaat Wisconsin. Im Jahr 2010 hatte Dane 995 Einwohner.
Dane ist Bestandteil der Metropolregion Madison.

## Geografie
Dane liegt im mittleren Süden Wisconsins, im nördlichen Vorortbereich von dessen Hauptstadt Madison. Der am Mississippi gelegene Schnittpunkt der drei Bundesstaaten Wisconsin, Iowa und Illinois liegt 150 km südwestlich.
Die geografischen Koordinaten von Dane sind 43°15′02″ nördlicher Breite und 89°30′05″ westlicher Länge. Das Gemeindegebiet erstreckt sich über eine Fläche von 2,95 km². Der Ort wird vollständig von der Town of Dane umgeben, ohne dieser anzugehören.
Das Zentrum von Madison liegt 32 km südsüdöstlich. Weitere Nachbarorte sind Arlington (16,9 km nordöstlich), DeForest (13,8 km östlich), Windsor (15,9 km in der gleichen Richtung), Waunakee (10,1 km südöstlich), Middleton (23,1 km südlich), Cross Plains (22,8 km südwestlich), Sauk City (21,2 km westlich) und Lodi (8,6 km nordnordwestlich).
Die nächstgelegenen Großstädte sind Green Bay (219 km nordöstlich), Milwaukee (144 km ostsüdöstlich), Chicago (253 km südöstlich) und Rockford (140 km südsüdöstlich).

## Verkehr
Der Wisconsin State Highway 113 führt in West-Ost-Richtung als Hauptstraße durch das Zentrum von Dane. Alle weiteren Straßen sind untergeordnete Landstraßen, teils unbefestigte Fahrwege sowie innerörtliche Verbindungsstraßen.
In Nordwest-Südost-Richtung verläuft eine Eisenbahnstrecke der Wisconsin and Southern Railroad (WSOR) durch das Stadtgebiet von Dane. Dabei handelt es sich um eine regionale (Class II) Frachtverkehrsgesellschaft.
Der nächste Flughafen ist der Dane County Regional Airport in Madison (25 km südöstlich).

## Bevölkerung
Nach der Volkszählung im Jahr 2010 lebten in Dane 995 Menschen in 363 Haushalten. Die Bevölkerungsdichte betrug 337,3 Einwohner pro Quadratkilometer. In den 363 Haushalten lebten statistisch je 2,74 Personen.
Ethnisch betrachtet setzte sich die Bevölkerung zusammen aus 94,7 Prozent Weißen, 0,8 Prozent Afroamerikanern, 0,1 Prozent (eine Person) amerikanischen Ureinwohnern, 1,7 Prozent Asiaten sowie 2,1 Prozent aus anderen ethnischen Gruppen; 0,6 Prozent stammten von zwei oder mehr Ethnien ab. Unabhängig von der ethnischen Zugehörigkeit waren 4,3 Prozent der Bevölkerung spanischer oder lateinamerikanischer Abstammung.
29,0 Prozent der Bevölkerung waren unter 18 Jahre alt, 63,4 Prozent waren zwischen 18 und 64 und 7,6 Prozent waren 65 Jahre oder älter. 47,2 Prozent der Bevölkerung war weiblich.
Das mittlere jährliche Einkommen eines Haushalts lag bei 76.250 USD. Das Pro-Kopf-Einkommen betrug 26.316 USD. 6,5 Prozent der Einwohner lebten unterhalb der Armutsgrenze.